# Kašagan

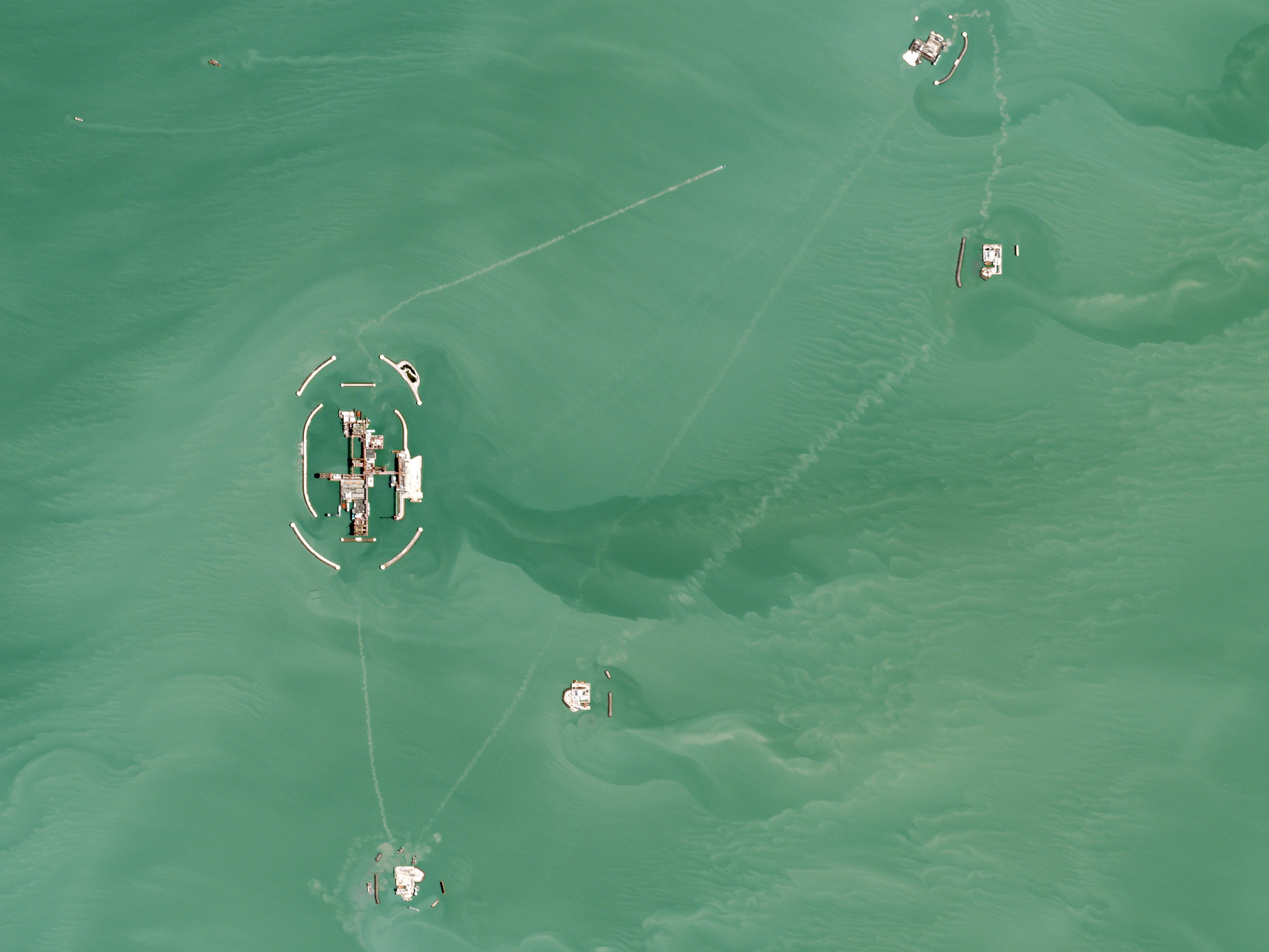
Letecký snímek ropného pole Kašagan z roku 2015

Kašagan (Kašaganské ropné pole) je konvenční ropné pole v Kazachstánu. Pole je situováno při severním pobřeží Kaspického moře poblíž města Atyrau. Je tvořeno pěti oddělenými poli (Kašgan, Kalamkas A, Kašagan, Jihozápadní pole, Aktote a Kajran), celá uvažovaná oblast zabírá asi 5500 km². Pole byla objevena mezi lety 2000 až 2003 jako největší ropný objev za posledních 30 let.
Na poli operuje jedna státní a několik komerčních společnosti, vedené italskou nadnárodní ropnou společností Eni pod Severokaspickou podílovou dohodou. Tato dohoda byla vytvořena sedmi společnostmi s následujícími podíly: Eni (18,52%), Shell (18,52%), Total (18,52%), ExxonMobil (18,52%), ConocoPhillips (9,26%), KazMunajGas (8,33%), Inpex (8,33%). Původně zde měla operovat i společnost BP, ale ta v roce 2003 prodala polovinu svých těžebních práv Kazachstánu (za asi 1,2 mld dolarů). Jednou z akvizic Eni byla jiná ropná společnost Agip, a v současnosti Kazachstánu pod Eni operuje lokalizovaná Agip KCO (Kazakhstan North Caspian Operating Company).

## Zásoby
Odhady zásob Kašaganského pole nejsou příliš přesné, pohybují se mezi 9 a 16 miliardami barelů. Ložiska ropy neleží pod vodními plochami ale pod pevninou (výhoda v nákladech na těžbu), ale nalézají se v hostilním terénu s teplotami v rozmezí -35 až 40 °C, který v zimě navíc komplikuje mořský led.

## Těžba
Zahájení těžby se odhadoval na rok 2005, došlo ale ke zpožděním, a tak těžba nezačne dříve v roce 2008. Ropa vytěžená z Kašaganu má být hlavním zdrojem budovaného ropovodu mezi Kazachstánem a Čínou.

## Poslední události
- 27. srpna 2007 kazašská vláda zastavila práci na Kašaganu na minimálně čtvrt roku vzhledem k porušení dohody o narušení životního prostředí v oblasti.[3]
- 27. září 2007 kazašský parlament schválil zákon, který dává větší pravomoc státu jednostranně měnit nebo rušit smlouvy se zahraničními těžebními společnostmi, pokud by ohrožovaly národní zájmy.